# Raja tänav (Tartu)
La rue Raja (estonien : Raja tänav) est une rue de Tartu en Estonie.

## Présentation
La rue Raja tänav traverse les quartiers Tammelinn et Maarjamõisa.
La rue commence à l'intersection de la rue Soinaste et de la rue Räni tänav et se termine à la rocade Lääneringtee. 
La longueur de la rue Raja tänav est de 1,54 kilomètre.
La rue traverse le parc du Sanatorium.

## Lieux et bâtiments

Clinique de psychiatrie et clinique de dermatologie du centre hospitalier universitaire de Tartu, Raja tänav 31.